# Культура
Культу́ра (от лат. cultura — «возделываю, обрабатываю землю», см. агрокультура, от colere — «возделывать, ухаживать», родственное — «культ») — сложившиеся у людей ценности, нормы, обычаи, верования и обряды, знания и умения, техника и технологии, способы мышления, деятельности, взаимодействия и коммуникации. Предмет изучения философии, культурологии, истории, социологии, искусствознания, лингвистики (этнолингвистики), политологии, этнологии, психологии, экономики, педагогики.
Источником происхождения культуры мыслится человеческая деятельность, познание и творчество.

## Различные определения культуры
Многообразие существующих в мире философских и научных определений культуры не позволяет сослаться на это понятие как на наиболее очевидное обозначение объекта и предмета культуры и требует более чёткой и узкой его конкретизации: Культура понимается как…
- «Культура есть практическая реализация общечеловеческих и духовных ценностей»[6];
- «Исторически определённый уровень развития общества и человека, выраженный в типах и формах организации жизни и деятельности людей, а также в создаваемых ими материальных и духовных ценностях» (БСЭ);
- «Совокупность генетически ненаследуемой информации в области поведения человека» (Ю. М. Лотман);
- «Вся совокупность небиологических проявлений человека»[7];
- «Культуру, в том числе наиболее блистательные и впечатляющие её проявления в виде ритуальных и религиозных служб, можно интерпретировать как иерархическую систему приспособлений и устройств для отслеживания параметров среды» (Э. О. Уилсон);
- «Исторически сложившаяся система норм поведения и деятельности». В этой системе индивид толкуется как единичное «воплощение» «всеобщего» общей нормы. (Э. Ильенков, Философия и культура).

В антропологии под культурой понимают «общепринятые представления, проявляющиеся в действиях и артефактах, которые характеризуют то или иное общество. …Культура, таким образом, — это абстракция, то есть образец, которому подчиняются значения, придаваемые одному и тому же действию или объекту разными членами общества. …Мы можем также отождествить „культуру“ со степенью единства конвенционализированного поведения членов общества.» (Роберт Рэдфилд, 1941; цит. по: Беккер, 2018).

### Античность
В Древней Греции близким к термину «культура» являлась пайдейя, которая выражала понятие «внутренней культуры», или, иначе говоря, «культуры души».
В латинских источниках впервые слово встречается в трактате о земледелии Марка Порция Катона Старшего (234—148 годы до н. э.) De Agri Cultura (около 160 года до н. э.) — самом раннем памятнике латинской прозы.
Этот трактат посвящён не просто обработке земли, а уходу за полем, что предполагает не только возделывание земли, но и особое душевное отношение к ней. Например, Катон даёт такой совет по приобретению земельного участка: нужно не лениться и обойти покупаемый участок земли несколько раз; если участок хорош, чем чаще его осматривать, тем больше он будет нравиться. Вот это самое «нравиться» должно быть непременно. Если его не будет, то не будет и хорошего ухода, то есть, не будет культуры.
В латинском языке слово имеет несколько значений:
- возделывание, обрабатывание, уход (agri Lcr, C etc.); разведение (vitis C);
- земледелие, сельское хозяйство Vr, Q, H;
- воспитание, образование, развитие (animi C; culturae patientem commodare aurem H);
- поклонение, почитание (potentis amici H)[10].

Римляне употребляли слово «культура» с каким-нибудь объектом в родительном падеже, то есть только в словосочетаниях, означающих совершенствование, улучшение того, с чем сочеталось: «culture juries» — выработка правил поведения, «culture lingual» — совершенствование языка и т. д.
Римский оратор и философ Марк Туллий Цицерон (106—43 годы до н. э.) в своих «Тускуланских беседах» употребил слово «культура» в переносном значении, назвав философию «культурой души» («cultura animae»), иначе, он считал, что человек, занимающийся философией, обладает культурой духа и ума.

### В Европе в XVII—XVIII веках
В значении самостоятельного понятие «культура» появилось в трудах немецкого юриста и историка Самуэля Пуфендорфа (1632—1694). Он употребил этот термин применительно к «человеку искусственному», воспитанному в обществе, в противоположность человеку «естественному», необразованному.
В философский, а затем научный и повседневный обиход первым слово «культура» ввёл немецкий просветитель И. К. Аделунг, выпустивший в 1782 году книгу «Опыт истории культуры человеческого рода».
И. Г. Гердер (1744—1803), вводивший в конце 1780-х годов в научный обиход термин «культура», прямо намекал на его латинское происхождение и на этимологическую связь со словом «земледелие». В восьмой книге своего труда «Идеи к философии истории человечества» (1784—1791) он, характеризуя «воспитание человеческого рода» как «процесс и генетический, и органический», писал:

Мы можем как угодно назвать этот генезис человека во втором смысле, мы можем назвать его культурой, то есть возделыванием почвы, а можем вспомнить образ света и назвать просвещением, тогда цепь культуры и света протянется до самых краев земли.

И. Кант, например, противопоставлял культуру умения культуре воспитания. «Внешний, „технический“ тип культуры он называет цивилизацией, — отмечает А. В. Гулыга. — Кант видит бурное развитие цивилизации и тревожно отмечает её отрыв от культуры, последняя тоже идёт вперёд, но гораздо медленнее. Эта диспропорция является причиной многих бед человечества».

### В России в XVIII—XIX веках
В XVIII веке и в первой четверти XIX лексема «культура» в составе русского языка отсутствовала, о чём свидетельствует, например, составленный Н. М. Яновским «Новый словотолкователь, расположенный по алфавиту» (СПб., 1804. Ч. II. От К до Н. С. 454). Двуязычные словари предлагали возможные варианты перевода слова на русский. Двум немецким словам, предложенным Гердером в качестве синонимов для обозначения нового понятия, в русском языке соответствовало только одно — просвещение.
Слово «культура» вошло в русский лексикон лишь с середины 1830-х годов. Наличие данного слова в русском лексиконе зафиксировала выпущенная И. И. Ренофанцем в 1837 году «Карманная книжка для любителя чтения русских книг, газет и журналов». Названный словарь выделял два значения лексемы: во-первых, «хлебопашество, земледелие»; во-вторых, «образованность».
За год до выхода в свет словаря Ренофанца, из определений которого явствует, что слово «культура» ещё не вошло в сознание общества как научный термин, как философская категория, в России появилась работа, автор которой не только обратился к понятию «культура», но и дал ему развёрнутое определение и теоретическое обоснование. Речь идёт о сочинении академика и заслуженного профессора Императорской Санкт-петербургской медико-хирургической академии Д. М. Велланского (1774—1847) «Основные начертания общей и частной физиологии или физики органического мира». Именно с данного натурфилософского труда учёного-медика и философа-шеллингианца следует вести отсчёт не только введению в научный обиход термина «культура», но и становлению собственно культурно-философских идей в России.

Природа — возделанная духом человеческим, есть Культура, соответствующая Натуре так, как понятие сообразно вещи. Предмет Культуры составляют идеальные вещи, а предмет Натуры суть реальные понятия. Деяния в Культуре производятся с сосведением, произведения в Натуре происходят без сосведения. Посему Культура есть идеального свойства, Натура имеет реальное качество. — Обе, по их содержанию, находятся параллельными; и три царства Натуры: ископаемое, растительное и животное, соответствуют областям Культуры, заключающим в себе предметы Искусств, Наук и Нравственного Образования.

Вещественным предметам Натуры соответствуют идеальные понятия Культуры, которые, по содержанию их знаний, суть телесного качества и душевного свойства. Объективные понятия относятся к исследованию физических предметов, а субъективные касаются происшествий духа человеческого и эстетических его произведений.

### В России в XIX—XX веках
Противопоставление-сопоставление природы и культуры в труде Велланского не есть классическое противопоставление природы и «второй природы» (рукотворной), но соотнесение реального мира и его идеального образа. Культура — это духовное начало, отражение Мирового Духа, которое может иметь и телесное воплощение, и воплощение идеальное — в отвлечённых понятиях (объективных и субъективных, судя по предмету, на который направлено познание).
Н. А. Бердяев считал, что:

Культура связана с культом, она из религиозного культа развивается, она есть результат дифференциации культа, разворачивания его содержания в разные стороны. Философская мысль, научное познание, архитектура, живопись, скульптура, музыка, поэзия, мораль — все заключено органически целостно в церковном культе, в форме ещё не развернутой и не дифференцированной. Древнейшая из Культур — Культура Египта началась в храме, и первыми её творцами были жрецы. Культура связана с культом предков, с преданием и традицией. Она полна священной символики, в ней даны знаки и подобия иной, духовной действительности. Всякая Культура (даже материальная Культура) есть Культура духа, всякая Культура имеет духовную основу — она есть продукт творческой работы духа над природными стихиями.

## Периодизация истории культуры
В современной культурологии принята следующая периодизация истории европейской культуры:
- Первобытная культура[англ.] (до 4 тыс. до н. э.);
- Культура Древнего мира (4 тыс. до н. э. — V в. н. э.), в которой выделяют культуру Древнего Востока и культуру Античности;
- Культура Средних веков (V—XIV вв.);
- Культура Возрождения или Ренессанса (XIV—XVI вв.);
- Культура Нового Времени (к. XVI—XIX вв.).

Главной особенностью периодизации истории культуры является выделение культуры эпохи Возрождения как самостоятельного периода развития культуры, в то время как в исторической науке данная эпоха считается поздним Средневековьем или ранним Новым временем.

## Культура и природа
Взаимодействие культуры и природы — это одна из проблем культурологии.
Марк Порций Катон Старший ввёл понятие культуры, определяя его как возделывание, улучшение, почитание, относя его к обработке земли. В таком понимании культура предстаёт как сотрудничество человека с природой, направленное на взаимную пользу. При таком сотрудничестве человек принимает от природы её материальные составляющие, черпает замыслы, учится, в ответ обогащая природу творчеством своего труда, одухотворяя её. Действия же направленные на разрушение природы не могут не навредить и человечеству в ней живущему. Такие действия не могут являться результатом высшей сознательной деятельности, проявлением которой и является культура.
К. Ф. Завершинский утверждает, что представления о культуре складываются только в эпоху Возрождения «как специфически человеческом, отличающегося от природного и божественного». Позднее, осознание отличий «природного», «цивилизованного» и «культурного» происходит в эпоху Нового времени, которое неразрывно связано с трудами Иоганна Готфрида Гердера, Иммануила Канта. В основе идеологии этих мыслителей, культура представлена как разумная свободная деятельность, с помощью которой человек осваивает природу и удовлетворяет свои потребности, поэтому в процессе деятельности происходит совершенствование культуры человеческой природы.
Современное, не редко встречающееся противопоставление культуры и природы возможно при допущении мысли об отдельности человеческого существования от природы и отождествления культуры и городской жизни, цивилизации. Нетрудно найти примеры проявлений, относящихся к городской жизни которые не могут быть отнесены к области культуры и даже стать примером упадка культуры и её отсутствия. Подобные мнения можно найти в работах И. Г. Гердера, Н. А. Бердяева.
Нетрудно убедиться, что отстранение человека от принципов разумного сотрудничества с природой, его порождающей, приводит к упадку накопленного культурного достояния, а после и к упадку самой цивилизованной жизни. Примером тому могут служить упадок многих развитых государств древнего мира и многочисленные проявления кризиса культуры в жизни современных мегаполисов.

## Современное понимание культуры
Культура антропологическая — со стороны деятельности — есть способ человеческой жизнедеятельности по преобразованию природы, общества и самого человека, выраженный в продуктах материального и духовного творчества.
Культура аксиологическая («аксиоз»[уточнить] — ценность) — ценностная оценка — есть совокупность произведений человеческой деятельности, ценность которых общепризнанная внутри определённых социальных систем, эта совокупность служит духовной основой и признаком для данной социальной организации.
Культура информационно-семиотическая — есть социально значимая информация, передающаяся из поколения в поколение и выражающаяся через ценности, нормы, смыслы и знаки (символы).

## Культура и цивилизация
Цивилизация возникает там, где умирает культура.
— Освальд Шпенглер
Современное понятие «культуры» как цивилизации в основном сформировалось в XVIII — начале XIX веков в Западной Европе. В дальнейшем это понятие, с одной стороны, стало включать различия между разными группами людей в самой Европе, а с другой стороны — различия между метрополиями и их колониями по всему миру. Отсюда то, что в данном случае понятие «культуры» является эквивалентом «цивилизации», то есть антиподом понятия «природа». Используя такое определение, можно с лёгкостью классифицировать отдельных людей и даже целые страны по уровню цивилизованности. Отдельные авторы даже определяют культуру просто как «всё лучшее в мире, что было создано и сказано» (Мэтью Арнольд), а всё, что не попадает в это определение, — хаос и анархия. С этой точки зрения, культура тесно связана с социальным развитием и прогрессом в обществе. Арнольд последовательно использует своё определение: «…культура является результатом постоянного совершенствования, вытекающего из процессов получения знаний обо всём, что нас касается, её составляет всё лучшее, что было сказано и помыслено» (Арнольд, 1882).
На практике, понятие культуры относится ко всем лучшим изделиям и поступкам, в том числе в области искусства и классической музыки. С этой точки зрения, в понятие «культурный» попадают люди, каким-либо образом связанные с этими областями. При этом люди, причастные к классической музыке, находятся по определению на более высоком уровне, чем любители рэпа из рабочих кварталов или ведущие традиционный образ жизни аборигены Австралии.
Однако в рамках такого мировоззрения, существует своё течение — где менее «культурные» люди рассматриваются, во многом, как более «естественные», а «высокой» культуре приписывается подавление «человеческой природы». Такая точка зрения встречается в работах многих авторов уже начиная с XVIII века. Они, например, подчёркивают, что народная музыка (как созданная простыми людьми) честнее выражает естественный образ жизни, в то время как классическая музыка выглядит поверхностной и декадентской. Следуя такому мнению, люди за пределами «западной цивилизации» — «благородные дикари», не испорченные капитализмом Запада.
Сегодня большинство исследователей отвергают обе крайности. Они не принимают как концепцию «единственно правильной» культуры, так и полное противопоставление её природе. В данном случае признаётся, что «неэлитарное» может обладать столь же высокой культурой, что и «элитарное», а «незападные» жители могут быть столь же культурными, просто их культура выражается другими способами. Однако в данной концепции проводится различие между «высокой» культурой как культурой элит и «массовой» культурой, подразумевающей товары и произведения, направленные на потребности простых людей. Также в некоторых работах оба вида культуры, «высокая» и «низкая», относятся просто к различным субкультурам.
Немецкий представитель философии жизни Освальд Шпенглер излагал взгляд на культуру как на множество самостоятельных организмов (различных народов), которые проходят собственный эволюционный цикл, длящийся несколько сотен лет, и, умирая, перерождаются в свою противоположность — цивилизацию. Цивилизация противопоставляется культуре как сменяющий её этап развития, где не востребован творческий потенциал отдельной личности и главенствующим является мёртвый, бесчеловечный техницизм. В условиях глобализации учёные рассматривают основные методологические подходы к исследованию культуры, вопросы её сущности, классификации, диалектику соотношения понятий культуры и цивилизации через призму категорий «общее», «особенное» и «единичное».
В современной науке господствует мнение, что понятия «культура» и «цивилизация» отражают некие различия, но вместе с тем они создают и определённое единство, являясь двумя сторонами одной «медали». Между терминами нет абсолютной гармонии и нет полной несовместимости.

### Культура как мировоззрение
В эпоху Романтизма учёные в Германии, особенно интересовавшиеся национальными движениями, направленными на объединение страны из отдельных княжеств, а также движениями национальных меньшинств против Австро-Венгерской империи, сформировали понятие культуры как «мировоззрения». В такой системе взглядов различные и несопоставимые друг с другом мировоззрения являются основными отличиями этнических групп. Несмотря на прогрессивность по сравнению с более ранними взглядами, такой подход всё ещё сохранял различия между «цивилизованной» культурой и культурой «примитивной», или «племенной».
К концу XIX столетия антропологи расширили понятие культуры так, что оно стало включать большее разнообразие обществ. Исходя из эволюционной теории, они предполагали, что люди должны развиваться одинаково, и уже сам факт, что люди имеют культуру, следует из самого определения процесса человеческого развития. При этом, однако, они показывали нежелание учитывать биологическую эволюцию для иллюстрации различий между определёнными культурами — подход, позже вылившийся в различные формы расизма. Они верили, что биологическая эволюция наиболее полно отражает само понятие культуры, понятие, которое антропологи могли бы применить и к обществам без письменности, и имеющим её, — кочевым и оседлым народам. Они аргументировали это тем, что в ходе своей эволюции человек выработал единую систему получения и применения знаний, а также способность передавать их другим людям в виде абстрактных символов. Как только человеческие индивидуумы узнали и изучили такие символические системы, эти системы начали развиваться независимо от биологической эволюции (другими словами, один человек может получить знания другого человека, даже если они оба никак не связаны биологически). Такая способность оперировать символами и получать социальные навыки смешивает старые аргументы в споре «человеческой природы» и «воспитания». Таким образом, Клиффорд Гиртз и другие утверждали, что человеческая физиология и мышление развивались как результат первых культурных действий, и Миддлтон, заключил, что человеческие «инстинкты были сформированы культурой».
Группы людей, живущие отдельно друг от друга, создают различные культуры, между которыми, однако, может происходить частичный обмен. Культура постоянно изменяется, и люди могут изучать её, делая этот процесс самой простой формой адаптации к изменяющимся внешним условиям. Сегодня антропологи рассматривают культуру не просто как продукт биологической эволюции, а как её неотъемлемый элемент, главный механизм адаптации человека к внешнему миру.
Согласно этим взглядам, культура представляется как система символов с функцией адаптации, которая может меняться от одного места к другому, позволяя антропологам изучать различия, выражающиеся в конкретных формах мифов и ритуалов, инструментах, формах жилищ и принципах устройства деревень. Таким образом, антропологи проводят различие между «материальной культурой» и «символической культурой», не только потому что эти понятия отражают различные сферы деятельности человека, но и потому что они содержат различные исходные данные, требующие различных подходов при анализе.
Такой взгляд на культуру, ставший доминирующим в промежутке между двумя мировыми войнами, говорит о том, что каждая культура имеет свои границы и должна рассматриваться как единое целое с использованием собственных положений. В результате этого появилось понятие «культурного релятивизма», мнения, согласно которому один человек может принять действия другого человека, используя понятия его культуры, а элементы его культуры (обряды и т. д.) — через понимание системы символов, частью которых они являются.
Таким образом, мнение, что культура содержит символические коды и способы их передачи от одного человека другому означает, что культура, хотя и ограниченно, постоянно меняется. Культурные изменения могут быть как результатом создания новых вещей, так и происходить в момент контакта с другой культурой. Оставаясь в мирных рамках, контакт между культурами приводит к заимствованию (через изучение) различных элементов, то есть взаимопроникновению культур. В условиях противостояния или политического неравенства, люди одной культуры, конечно же, могут захватывать культурные ценности другого сообщества или навязывать свои ценности («окультуривание»).
За время существования цивилизации, все сообщества принимали участия в процессах распространения, взаимопроникновения и навязывания своей культуры, поэтому сегодня немногие антропологи рассматривают каждую культуру только внутри собственных рамок. Современные учёные считают, что элемент культуры нельзя рассматривать только в её собственных рамках, это можно делать только в широком разрезе взаимоотношений между различными культурами.
Помимо указанных процессов, на элементы культуры оказывает сильное влияние миграция людей. Такой феномен, как колониальная экспансия, а также массовая миграция, в том числе в виде работорговли, стали значимым фактором, влияющим на разные культуры. В результате некоторые сообщества приобрели значительную неоднородность. Некоторые антропологи утверждают, что такие группы объединяются общей культурой, преимуществом которой является возможность изучения разнородных элементов в качестве субкультур. Другие же утверждают, что единой культуры существовать не может, а разнородные элементы формируют мультикультурное сообщество. Распространение доктрины мультикультурности совпало со всплеском движений по самоидентификации, требующей признания культурной уникальности социальных подгрупп.
Социобиологи также утверждают, что культуру можно рассматривать с точки зрения элементарных элементов, с помощью которых происходит культурный обмен. Такие элементы, или «мемы» (англ. meme), как они были названы Ричардом Докинзом в своей книге «Эгоистичный ген» (англ. The Selfish Gene), опубликованной в 1976 году, аналогичны понятию генов в биологии. Несмотря на то, что такая точка зрения приобрела некоторую популярность, большинство академических учёных её полностью отвергают.

### Культура как нормы поведения
Следующее распространённое понимание понятия культуры слагается из трёх составляющих:
- Жизненные ценности;
- Нормы поведения;
- Артефакты (материальные произведения).

Жизненные ценности обозначают самые важные в жизни понятия. Они являются основой культуры.
Нормы поведения отражаются в понятиях Мораль и Нравственность. Они показывают, как люди должны повести себя в различных ситуациях. Правила, формально закреплённые в государстве, называются Законами.
Артефакты, или произведения материальной культуры, обычно являются производными от первых двух составляющих.
Стало правилом, что археологи работают с элементами материальной культуры, а социальные антропологи сосредотачиваются на символической культуре, хотя в конечном итоге обе группы учёных, конечно, обмениваются информацией друг с другом. Кроме того, антропологи понимают «культуру» не только как набор объектов или товаров, но и как процессы, создающие эти товары и делающие их ценными, а также как социальные отношения, в которых эти объекты используются.
По мнению голландского антрополога Итске Крамер, роль культуры состоит в поддержании определённого порядка вещей и действий, что выражается словами «у нас так принято».

## Изменения в культуре
Развитие, изменения и прогресс в культуре практически тождественно равны динамике, оно выступает как более общее понятие. Динамика — упорядоченное множество разнонаправленных процессов и трансформаций в культуре, взятых в рамках определённого периода.
Аксиомы:
- любые изменения в культуре причинно-обусловлены многими факторами;
- зависимость развития любой культуры от меры инновационности (соотношение стабильных элементов культуры и сферы экспериментов).

Факторы:
- природные ресурсы;
- коммуникационный;
- культурная диффузия (взаимное проникновение (заимствование) культурных черт и комплексов из одного общества в другое при их соприкосновении (культурном контакте));
- хозяйственные технологии;
- социальные институты и организации;
- ценностно-смысловой;
- рационально-познавательный.

## Разнообразие культур
Даже поверхностное знакомство с различными культурами обнаруживает многочисленные различия между ними. Например, в одном обществе многожёнство является нормой, в другом оно осуждается. В одном обществе галлюцинации считают проявлением психического заболевания, а в другом обществе их рассматривают как высшую форму сознания, «мистические видения», пророчества.
Однако выделяют так называемые культурные универсалии, присущие всем обществам.

## Неоднородность культуры каждого общества
В любом обществе можно выделить высокую (элитарную) культуру и народную культуру (фольклор). Кроме того, существует массовая культура, упрощённая в смысловом и художественном отношении и доступная для всех. Она способна вытеснять как высокую, так и народную культуру.
В обществе также существует множество субкультур различных социальных групп.

## Изучение культуры
Культура выступает предметом изучения и рефлексии в рамках целого ряда академических дисциплин. В числе основных — культурология, культурные исследования, культурная антропология, философия культуры, социология культуры и другие. В России основной наукой о культуре считается культурология, в то время как в западных, преимущественно англоговорящих, странах, термин культурология обычно понимается в более узком смысле как изучение культуры как культурной системы. Общей междисциплинарной областью исследования культурных процессов в этих странах выступают культурные исследования (англ. cultural studies). Культурная антропология занимается изучением многообразия человеческой культуры и общества, и одной из основных её задач является объяснение причин существования этого многообразия. Исследованием культуры и её феноменов при помощи методологических средств социологии и установлением зависимостей между культурой и обществом занимается социология культуры. Философия культуры представляет собой специфически-философское исследование сущности, значения и статуса культуры.

## Пути распространения культуры
Существует множество путей распространения культуры.
Распространение культуры происходит с помощью технических средств и социальных институтов. СМИ, наука, искусство как социальный институт, образование, семья, разнообразные общественные объединения, государство и многое другое могут являться каналами распространения культуры. Различные торжества, традиционные и ритуальные акты (венчания, поминки и прочее) и многое другое, также могут выступать как средства и пути распространения и восприятия культурных ценностей.
Выделяют такие аспекты движения культурных инноваций: тиражирование, сублимация, проекция, идентификация, которые указывают на социально-психологические механизмы переноса культуры, её восприятия, усвоения, распространения.